# Campeonato da Europa de Atletismo de 2012 - Lançamento de disco feminino
A prova do lançamento de disco feminino do Campeonato da Europa de Atletismo de 2012 foi disputada entre os dias 30 de junho e 1 de julho de 2012 no Estádio Olímpico de Helsinque em Helsinque,  na Finlândia. 

## Recordes
Antes desta competição, os recordes mundiais e do campeonato nesta prova eram os seguintes:
|                       | Nome             | Nacionalidade     | Distância | Local          | Data                 |
| --------------------- | ---------------- | ----------------- | --------- | -------------- | -------------------- |
| Recorde mundial       | Gabriele Reinsch | Alemanha Oriental | 76m 80cm  | Neubrandenburg | 9 de julho de 1988   |
| Recorde do campeonato | Diana Sachse     | Alemanha Oriental | 71m 36cm  | Estugarda      | 28 de agosto de 1986 |
| Recorde europeu       | Gabriele Reinsch | Alemanha Oriental | 76m 80cm  | Neubrandenburg | 9 de julho de 1988   |

## Medalhistas
| Ouro                  | Prata               | Bronze                 |
| Sandra Perković (HRV) | Nadine Müller (DEU) | Natalya Semenova (UKR) |

## Cronograma
Todos os horários são locais (UTC+3).
| Data        | Hora  | Evento       |
| ----------- | ----- | ------------ |
| 30 de junho | 11:00 | Qualificação |
| 1 de julho  | 18:05 | Final        |

## Resultados

### Qualificação
Qualificação: Desempenho de 61.00 m (Q) ou os 12 melhores qualificados (q).
| Posição | Grupo | Atleta               | Nacionalidade | #1    | #2    | #3    | Resultados | Notas |
| ------- | ----- | -------------------- | ------------- | ----- | ----- | ----- | ---------- | ----- |
| 1       | A     | Nadine Müller        | Alemanha      | 64.49 |       |       | 64.49      | Q     |
| 2       | B     | Sandra Perković      | Croácia       | x     | 62.01 |       | 62.01      | Q     |
| 3       | B     | Mélina Robert-Michon | França        | 57.84 | 60.69 | 61.86 | 61.86      | Q     |
| 4       | B     | Dragana Tomašević    | Sérvia        | 56.48 | 59.04 | 61.65 | 61.65      | Q     |
| 5       | B     | Anna Rüh             | Alemanha      | 55.90 | 58.42 | 60.73 | 60.73      | q     |
| 6       | B     | Julia Fischer        | Alemanha      | 59.05 | 59.95 | 59.72 | 59.95      | q     |
| 7       | A     | Natalya Semenova     | Ucrânia       | x     | 59.59 | 57.42 | 59.59      | q     |
| 8       | A     | Joanna Wiśniewska    | Polónia       | 56.39 | 57.54 | x     | 57.54      | q     |
| 9       | B     | Natalia Artîc        | Moldávia      | 49.48 | 57.42 | x     | 57.42      | q     |
| 10      | B     | Monique Jansen       | Países Baixos | 57.12 | x     | 56.43 | 57.12      | q     |
| 11      | A     | Věra Cechlová        | Chéquia       | 57.52 | 57.18 | 56.21 | 57.52      | q     |
| 12      | A     | Tamara Apostolico    | Itália        | 55.64 | 56.95 | 53.29 | 56.95      | q     |
| 13      | B     | Eliška Staňková      | Chéquia       | 55.22 | x     | x     | 55.22      |       |
| 14      | A     | Dilek Esmer          | Turquia       | 53.94 | 55.11 | 55.00 | 55.11      |       |
| 15      | B     | Laura Bordignon      | Itália        | 49.56 | 52.07 | 55.11 | 55.11      |       |
| 16      | B     | Kateryna Karsak      | Ucrânia       | x     | 54.32 | x     | 54.32      |       |
| 17      | A     | Zinaida Sendriūtė    | Lituânia      | 53.97 | x     | x     | 53.97      |       |
| 18      | A     | Sabina Asenjo        | Espanha       | 53.92 | x     | x     | 53.92      |       |
| 19      | B     | Tanja Komulainen     | Finlândia     | x     | 50.04 | 53.52 | 53.52      |       |
| 20      | A     | Irina Rodrigues      | Portugal      | x     | 52.35 | 53.01 | 53.01      |       |
| 21      | A     | Sanna Kämäräinen     | Finlândia     | 50.70 | 51.97 | 52.21 | 52.21      |       |
| 22      | A     | Jade Nicholls        | Grã-Bretanha  | 49.46 | 50.38 | 51.75 | 51.75      |       |
| 23      | B     | Jitka Kubelová       | Chéquia       | 47.28 | 50.49 | 51.71 | 51.71      |       |
| 24      | A     | Salome Rigishvili    | Geórgia       | 45.71 | x     | 49.65 | 49.65      |       |
| 25      | A     | Kätlin Tõllasson     | Estónia       | 48.55 | x     | x     | 48.55      |       |

### Final
| Posição           | Atleta               | Nacionalidade | #1    | #2    | #3    | #4    | #5    | #6    | Resultados | Notas |
| ----------------- | -------------------- | ------------- | ----- | ----- | ----- | ----- | ----- | ----- | ---------- | ----- |
| Medalha de ouro   | Sandra Perković      | Croácia       | x     | x     | 67.62 | 62.93 | x     | 62.53 | 67.62      |       |
| Medalha de prata  | Nadine Müller        | Alemanha      | 63.53 | 64.99 | 65.41 | x     | 62.03 | 64.01 | 65.41      |       |
| Medalha de bronze | Natalya Semenova     | Ucrânia       | x     | 61.03 | x     | 62.45 | 62.91 | 60.41 | 62.91      |       |
| 4                 | Anna Rüh             | Alemanha      | 60.30 | 58.49 | x     | 59.83 | 62.65 | 59.43 | 62.65      |       |
| 5                 | Julia Fischer        | Alemanha      | 55.17 | 59.45 | 60.24 | 61.11 | 62.10 | x     | 62.10      |       |
| 6                 | Mélina Robert-Michon | França        | 58.70 | x     | x     | x     | 60.41 | 60.41 | 60.41      |       |
| 7                 | Věra Cechlová        | Chéquia       | 60.08 | x     | 57.58 | x     | x     | x     | 60.08      |       |
| 8                 | Natalia Artîc        | Moldávia      | 57.83 | 58.64 | 54.26 | 55.04 | 57.38 | 57.73 | 58.64      |       |
| 9                 | Dragana Tomašević    | Sérvia        | x     | 57.24 | 58.34 |       |       |       | 58.34      |       |
| 10                | Joanna Wiśniewska    | Polónia       | 56.49 | 55.47 | 57.72 |       |       |       | 57.72      |       |
| 11                | Monique Jansen       | Países Baixos | 55.91 | 57.03 | x     |       |       |       | 57.03      |       |
| 12                | Tamara Apostolico    | Itália        | 56.15 | 55.90 | x     |       |       |       | 56.15      |       |

Legenda
| Recorde mundial       | Recorde mundial (World record)               |                       | Recorde africano                      | Recorde africano (African) |                                           | Q | Classificado por posição (Qualified) |
| Recorde do campeonato | Recorde do campeonato (Championship record)  | Recorde da América    | Recorde da América (Americas)         | q                          | Classificado por melhor tempo (Qualified) |   |                                      |
| Melhor marca do ano   | Melhor marca do ano (World leading)          | Recorde asiático      | Recorde asiático (Asian)              | DNS                        | Não largou (Did not start)                |   |                                      |
| Recorde nacional      | Recorde nacional (National record)           | Recorde europeu       | Recorde europeu (European)            | DNF                        | Não terminou (Did not finish)             |   |                                      |
| Recorde pessoal       | Recorde pessoal do atleta (Personal best)    | Recorde da Oceania    | Recorde da Oceania (Oceania)          | DSQ / DQ                   | Desclassificado (Disqualified)            |   |                                      |
| Recorde da temporada  | Recorde da temporada do atleta (Season best) | Recorde sul-americano | Recorde sul-americano (South America) | NM                         | Sem marca (No mark)                       |   |                                      |